# Pineda de la Sierra
Pineda de la Sierra – gmina w Hiszpanii, w prowincji Burgos, w Kastylii i León, o powierzchni 68,77 km². W 2011 roku gmina liczyła 99 mieszkańców.